# Waterfoot, Nordirland
Waterfoot eller Glenariff är en ort i Storbritannien.   Den ligger i riksdelen Nordirland, i den västra delen av landet, 500 km nordväst om huvudstaden London. Glenariff ligger 4 meter över havet och antalet invånare är 1 286.
Terrängen runt Glenariff är lite kuperad. Havet är nära Glenariff åt nordost. Runt Glenariff är det glesbefolkat, med 16 invånare per kvadratkilometer. Närmaste större samhälle är Broughshane, 19,7 km sydväst om Glenariff. Trakten runt Glenariff består i huvudsak av gräsmarker.